# Cadaba glandulosa
Cadaba glandulosa là một loài thực vật có hoa trong họ Capparaceae. Loài này được Forssk. mô tả khoa học đầu tiên năm 1775.